# Rodinov
Rodinov (en allemand : Radinow) est une commune du district de Pelhřimov, dans la région de Vysočina, en République tchèque. Sa population s'élevait à 229 habitants en 2024.

## Géographie
Rodinov se trouve à 3 km au sud-ouest du centre de Kamenice nad Lipou, à 18,5 km au sud-sud-ouest de Pelhřimov, à 37,5 km à l'ouest-sud-ouest de Jihlava à 102 km au sud-est de Prague.
La commune est limitée par Kamenice nad Lipou à l'ouest et au nord-ouest, par Lhota-Vlasenice au nord-est, par Žirovnice à l'est et au sud, et par Žďár au sud.

## Histoire
La première mention écrite de la localité date de 1549.

## Transports
Par la route, Rodinov se trouve à 4 km de Kamenice nad Lipou, à 24 km de Pelhřimov, à 47 km de Jihlava à 130 km de Prague.